# Die lustige Witwe (1925)
Die lustige Witwe (The Merry Widow) von 1925 ist die Verfilmung der gleichnamigen Operette Die lustige Witwe von Franz Lehár durch Erich von Stroheim.

## Handlung
Prinz Danilo von Monteblanco und sein Cousin Kronprinz Mirko steigen mit ihren Soldatentruppen in einer Herberge ab. Auch die berühmte Tänzerin Sally O’Hara und ihr Gefolge quartieren sich dort ein. Danilo und Mirko beginnen um Sally zu werben. Sally lässt Mirko abblitzen und wendet sich Danilo zu.
Nach Sallys Aufführung in der Hauptstadt macht auch der alte Baron Sadoja, der reichste Mann im Land, Sally Avancen, die diese aber nicht ernst nimmt. Später führt Danilo sie in ein Etablissement, wo sie einander in einem Séparée näher kommen, während Mirko und die Soldaten im gleichen Lokal eine wilde Orgie feiern. Im Verlauf des Abends stört der eifersüchtige Mirko absichtlich das Tête-à-Tête zwischen Sally und Danilo.
Entgegen Danilos ursprünglich rein sexuellen Absichten verliebt er sich in Sally und möchte sie heiraten.
Aus Standesgründen sabotiert die Königsfamilie und vor allem Danilos Cousin erfolgreich dieses Vorhaben. Enttäuscht heiratet Sally Baron Sadoja. Dieser stirbt jedoch bereits in der Hochzeitsnacht an einem Herzversagen.
Sally vergnügt sich mit ihrem ererbten Vermögen in Paris und ist nun allseits als „Die lustige Witwe“ bekannt. Mirko und Danilo reisen ihr nach, der erste hauptsächlich um die Sadoja-Millionen zurück ins Land zu holen, der zweite, weil er Sally immer noch liebt. Doch Sally vertraut Danilo nicht mehr. Mirko treibt seine Intrigen so weit, dass Danilo ihn niederschlägt, was ein Duell zur Folge hat. Dabei wird Danilo niedergeschossen und schwer verletzt. Sally pflegt ihn und erkennt dabei, dass sie ihn noch immer liebt.
In der Zwischenzeit stirbt der König von Monteblanco und Thronfolger Mirko wird von einem Bettler, den er einst misshandelt hatte, erschossen. Danilo, der nun der neue Thronfolger ist, heiratet Sally und sie werden zum neuen Königspaar.

## Strukturelle Besonderheiten der Erzählung
Stroheim verfasste ein Drehbuch, das nur noch das Grundmuster der Operette Die lustige Witwe beinhaltete und bearbeitete den Stoff so, dass aus der leichten Komödie eine Satire auf menschliche Verhaltensweisen und sexuelle Obsessionen wurde. Stroheim teilte die Figur des Danilo in zwei Charaktere: In die des leichtlebigen und umgänglichen Danilo und in die des hinterhältigen, arroganten Kronprinzen Mirko. Sonja, die arme Bauerntochter wurde in seiner Bearbeitung zu einer bekannten amerikanischen Tänzerin namens Sally O’Hara.
Stroheim visualisiert hauptsächlich die Vorgeschichte der lustigen Witwe, die in der Lehárschen Operette nur Andeutung findet. Startpunkt der Lehár'schen Operette ist der Ball in Paris, bei dem Danilo und Sonja sich erneut begegnen. Zu diesem Zeitpunkt ist Sonja bereits allseits als die lustige Witwe bekannt. Stroheim hingegen legt den Fokus auf das erste Kennenlernen von Danilo und Sally (alias Sonja), die Liebesgeschichte, die sich daraus entwickelt, das Scheitern der geplanten Hochzeit, wodurch das schwierige Verhältnis der beiden zueinander und Danilos Zurückhaltung erklärt werden. In gewisser Weise begründet Stroheim das Verhalten der Charaktere und die Vorgänge in der Operette von Lehár.
Zu dem Zeitpunkt, als Stroheim den Film drehte, wich die Musiktheaterform Operette bereits stark von ihrer ursprünglichen Frivolität ab. Es gab eine Akzentverschiebung „zunehmend weg vom Pornografischen, hin zum Sentimentalen und Rührseligen. Womit der Operette ein 'respektables' Gewand verpasst wird, das die authentischen, unrespektablen Ursprünge nach und nach verhüllt.“
Stroheims Verfilmung spiegelt diesen Wandel in einer dramaturgischen Setzung. Sind im ersten Drittel des Films Erotik, Sex und derbe Witze noch stark vertreten, weichen diese nach und nach einem weniger sexualisierten und mehr emotionalisierten Drama, welches im Schießduell gipfelt und mit einer pathetischen Hochzeit ausklingt. Auch in der Erzähltechnik wird dabei ein kurzweiliges, orgiastisches Nummernprinzip von einer langatmigen Spannungsdramaturgie abgelöst.

## Menschenbild, Darstellung von Gesellschaft und Sexualität
Eine große Präsenz freizügiger und komischer Elemente in schauspielerischen Praktiken – wie etwa in der Operettenszene des 19. und beginnenden 20. Jahrhunderts – lässt sich nicht nur als kommerzieller Publikumsköder erklären, sondern auch als weltanschaulicher Kontrapunkt zu den seit dem 19. Jahrhundert dominierenden veristisch-rhetorischen Theaterpraktiken: In Formen von Theater, welche auf eine Tradition des Comoedien-Stils verweisen, wird nicht der hehre Intellekt und die normativ-authentische schöne Kunst zelebriert, sondern ein entlarvend groteskes, peinlich übertriebenes Menschenbild, in dem Existenzialien wie Sexualität, Essen und Ausscheiden aber auch Körperöffnungen, -düfte und Transpiration gerne thematisiert und karikiert werden.
Eine solche, dem theatralen Comoedien-Stil zuordenbare Verneinung und spielerische Hinterfragung sittlicher Ordnung, wurde in der Presse mitunter als „ungeheure Frivolität“ beschrieben und ist „ein wesentliches Definitionsmerkmal dessen, was Operette als spezielle Spielart des modernen Musiktheaters unterscheidet von anderen Formen, wie beispielsweise der Oper, in der Erotik zwar ebenfalls ein allgegenwärtiges Thema ist, aber niemals so freizügig und enthemmt ausgespielt wurde wie in der Operette und niemals so ins Grotesk-Witzige übersteigert.“
Durch die Veränderung, dass aus dem Bauernmädchen der Lehárschen Operette in der filmischen Adaption eine reisende Tänzerin mit Revue-Ensemble wird, setzt Stroheim eine Linse, durch welche kulturelle und soziale Phänomene aus dem Milieu des populären Musiktheaters sowie anrüchiger Amüsierlokale der 20er innerhalb der Verfilmung sehr direkt medienreflexiv thematisiert werden können. Unter diesem Gesichtspunkt lässt sich die filmische Adaption als künstlerische Diskursanalyse der Operettenwelt der Jahrhundertwende lesen.
Stroheim skizziert somit ein zynisch-triebhaftes Menschenbild. Später lobte Willy Haas in der Zeitschrift Die literarische Welt den in Stroheims Filmen „ziellosen, schweifenden, ausgeliebten und ausgelebten Weltekel und Menschenekel“, der keinen „behaglichen Kunstgenuss“ mehr überlasse, sondern die Zuschauer „mit Eisenkrallen packt“. Das Publikum sehe sich einem grandiosen Dämon gegenüber.
Stroheim selbst hält in seinem Aufsatz Filme und Sitten fest, dass Anfang der 20er eine Abschwächung der viktorianischen Vorstellungen von Liebe und Ehe spürbar war. „Ich schrieb und filmte The Merry Widow mit einer normalen Dosis Sex. Die Öffentlichkeit reagierte weniger ablehnend auf diesen Film als auf meine vorhergehenden.“
Im Folgenden werden besondere Aspekte der filmischen Darstellung des Verhältnisses von Gesellschaft und Sexualität vorgestellt.

### Flirt und Gewalt
Der Flirt zwischen Männern und Frauen wird konstant als Verführer-Verführte-Modell dargestellt. Der Mann macht der Frau Avancen; diese scheut zurück; er versucht es erneut und wird dabei körperlich aufdringlich; sie wehrt sich; letztendlich lässt sie es zu. Im Gegensatz zu den Mädchen in der Herberge bricht Sally in einigen Fällen aus diesem Schema aus und stellt die Passivität ihrer zu erfüllenden Rolle in Frage, indem sie schlagfertig reagiert oder sich zu wehren versteht.
Die körperliche Übergriffigkeit der Männer artikuliert sich im groben Festhalten und im Gegen-den-Willen-Küssen oder Beißen, kennt aber auch kreative Strategien wie das scheinbar versehentliche Verschütten von Flüssigkeit in den Schoß einer Frau, sodass diese sich ausziehen muss. Im Rahmen der Orgie im Bordell Francois kommt es zu komplexeren Konstellationen. Dort wird beispielsweise eine Frau auf einem Stuhl gefesselt und von einem Mann gekitzelt, der wiederum selbst von einem Mann gekitzelt wird.

### Verbotene Schaulust
In einigen Szenen werden Formen medial unterstützter Erregung gezeigt. So wird zum Beispiel Prinz Danilo in den ersten Minuten des Films vorgestellt, als er gerade mit einem anderen Soldaten gemeinsam erregt pornographische Photographien studiert. An einer anderen Stelle vergnügt sich Danilo mit einem Mädchen. Diese Szene wird durch das Schlüsselloch von einem Voyeur beobachtet. Man sieht die filmhistorisch klassische Großaufnahme eines Schlüssellochs, das einen verbotenen Blick sowohl für den Voyeur als auch für das Publikum freigibt.
Auch das Opernfernglas gibt später erregende Details preis – je nach Präferenz. So nimmt etwa der auf Füße fixierte Baron Sadoja die langen Beine des Lustobjekts genauer unter die Lupe, während Mirko mit der Taille oder Danilo mit dem Gesicht vorliebnimmt. Stroheim „uses point-of-view shots with opera-glass masking in each case, emphasizing the level of voyeurism involved, as well as implicating the film audience in the process of observation.“

### Fetische
Vor allem über die Figur des Baron Sadoja wird die sexuelle Vorliebe des Fußfetischismus verhandelt. An auffällig vielen Stellen sieht man eine Großaufnahme seines Gesichts mit nervös spähenden Augen, gegengeschnitten mit einer Point-of-View-Einstellung von beschuhten Frauenbeinen, die mädchenhaft scheue, bald geschmeidige, bald zuckende Bewegungen machen. Das geheime Objekt von Sadojas Begierde bleibt bis zu seinem Tod in unerreichter Distanz. Er stirbt, noch bevor er Sallys Beine in der Hochzeitsnacht berühren kann.
Es ist ferner auffällig, dass im Film weitere Nah- und Großaufnahmen von Frauen- aber auch Männerfüßen und -schuhen vorkommen, die aber nicht dem Blick des Barons zuzuordnen sind. Stroheim inszeniert die Obsession des Barons zwar überspitzt und ironisch, aber nicht explizit als Perversion, sondern einfach als spezifische sexuelle Neigung ohne eine wertende Haltung dazu klar auszuformulieren.
Neben der Vorliebe der Kamera für Schuhe, scheint es auch häufig das Material an sich zu sein, dem ein besonderer Reiz entspringt. Sehr oft sind zum einen die übertrieben lackig glänzenden Lederstiefel der Soldaten im Fokus, zum anderen transparente, weiße, schleierhafte Kleiderstoffe, etwa der Tänzerin bei ihrem Auftritt. Lorenz Engell schreibt, dass eine wichtige Gruppe von markanten Bildern im Film jene sei, in der die Kamera haptisch raffinierte Texturen „genüsslich abschwenkt“.

### Erregung und Ekel
Insbesondere anhand der Figur Mirko wird ein ganzes Vokabular an sinnlichen Geruchswahrnehmungen durchdekliniert. Mirko beschnuppert nicht nur Sallys Haar mit lüsternem Blick, sondern auch eine Wand oder eine Sektflasche. In Stresssituationen oder als ihn beispielsweise der Geruch von Schweinen ekelt, reibt er sich ein parfümiertes Taschentuch vor die Nase. So finden sexuelle Reize ihren Ausdruck auch durch die betonte Visualisierung der Empfindung von Ekel oder Erregung (oder beidem) aufgrund olfaktorischer Wahrnehmung. Das Moment metaphorischer Überreife an der Schwelle von fleischlicher Lust und physischem Graus hält auch Jean Mitry für erwähnenswert: „Das Vergnügen als Zuflucht vor der Angst und die sardonische Schilderung erotischer Laster, die gleich Furunkeln auf den geröteten Gesichtern der Prinzen [...] platzen.“
Programmatisch steigt auch Danilo mit Dirty Talk in die Handlung ein: Bei seiner Ankunft vor der Herberge betrachtet er die Schweine im Mist und kommentiert „Nice little pigs!“, schaut dann zu den Bauernmädchen und kommentiert schelmisch „Nice little Women!“.

### Männerphantasien
Stroheim inszeniert in seinen Filmen nicht nur Weiblichkeit, sondern auch Männlichkeit als erotisierten Blickfang. „Solche Sequenzen, in denen das Temperament des Regisseurs durch barocke, dekadente und zügellose Darstellung der Lüsternheit selbst orgiastisch wird, sollten aufmerksam studiert werden. Mir genügt es, unter den originellsten und echt Stroheimschen 'trouvailles’ das Orchester weißer, maskierter, halbnackter Frauen in The Merry Widow hervorzuheben, und als Gegenstück dazu das Negerorchester mit ebenfalls halbbekleideten Musikanten in einer ähnlichen Sequenz in The Wedding March.“
Neben klassisch erotischer Darstellung von Frauen ist im gesamten Film auch ein großes Aufgebot an strammen, übersexualisierten Soldaten gegeben. Die Attribute von Mirko und Danilo sind allesamt Männlichkeit betonende, phallische Signifikanten: Stock, Degen, übermäßig lange Zigarette und gigantische Bartbinde. Schon in der ersten Szene sieht man dutzende gut gebaute, uniformierte Kerle. Ihre Jacken „sind nicht weiß, sondern strahlend. Und sie sind nicht von einer oder zwei Dressen geziert, sondern immer gleich von sechs oder acht.“ Die sexy Soldaten bestechen mitunter durch einige Großaufnahmen ihrer hervorstechenden Stiefel mit denen sie sich auch gelegentlich gegenseitig in den Hintern treten. Es ist erstaunlich, dass in Stroheims Operettenverfilmung homoerotische Elemente ebenso spielerisch-heiter inszeniert werden, wie es auf der Operettenbühne üblich war. Ähnlich wie in der Logik der Verwechslungs- oder Cross-Dressing-Komödie ist es dadurch unproblematisch möglich, etwa Mirkos und Danilos Beine zu zeigen, die unter dem Tisch zärtliche Berührungen austauschen, in der Annahme, es handle sich um ein Frauenbein, ohne damit gegen heteronormative Tabus zu verstoßen.
Homoerotische Momente scheinen durchaus intoniert, spätestens wenn die Soldaten und Offiziere im Bordell eine charmante Kissenschlacht miteinander beginnen und sich sodann gegenseitig mit Sektflaschen nass spritzen, ohne dass eine der im Bildrand anwesenden Frauen von Relevanz zu sein scheint. Darauf deutet auch die Tatsache hin, dass nicht nur Frauen im Bordell die Gesellschaft der Offiziere teilen, sondern auch ein halbnackter griechischer Jüngling mit Federkopfschmuck.

## Filmmusik
Die Filmmusik wurde Franz Lehárs Themen folgend von David Mendoza und seinem damaligen Assistenten William Axt komponiert, welche bereits für Metro-Goldwyn-Mayer arbeiteten und zusammen auch Publikumserfolge wie Die große Parade und Ben Hur vertonten. Mendozas perfektionistische, auf langer Recherche beruhende Arbeitstechnik wurde seit einiger Zeit durch die Verlagerung der Capitol Theatre Musical Library in die New Yorker MGM-Studios begünstigt. Aus der Beschreibung seiner Methoden und Arbeitsweise geht hervor, dass er sich als Sekundärkünstler begreift, dessen oberstes Ziel der Filmmusikgestaltung eher in der musikalisch illustrierenden Affirmation der Bilder, denn in kontrapunktischen Autonomien bestand.
In einer neuen Partitur misst die niederländische Komponistin Maud Nelissen der Musik einen größeren Stellenwert als künstlerisch dominanteres Element zu. Die Lehár’schen Themen werden mit populären Tanzrhythmen der Zwanziger erweitert und gebrochen.

## Produktionshintergrund und besondere Umstände
Irving Thalberg, der in seiner Eigenschaft als Produzent und Studiochef schon zuvor mit Stroheims unkonventionellen und kostspieligen Methoden als Regisseur konfrontiert war und ihn 1922 mitten in den Dreharbeiten zu Rummelplatz des Lebens entlassen hatte, griff für Die lustige Witwe trotzdem wieder auf ihn zurück, da er befand, dies sei ein geeigneter Stoff für Stroheim.
Stroheim lehnte das Starsystem ab, aber das MGM-Studio zwang ihn, Mae Murray, damals ein großer Star des neuen Studios, und John Gilbert mit den Hauptrollen zu besetzen. Für die männliche Hauptrolle hatte Stroheim Norman Kerry vorgesehen. Murray bestand aber auf Gilbert und drohte mit Vertragsauflösung.
Die Rolle des Kronprinzen Mirko hatte Stroheim sich selbst zugedacht, aber Thalberg verhinderte dieses Vorhaben und verpflichtete den bis dahin eher unbekannten Darsteller Roy d'Arcy. Törichte Frauen, in dem Stroheim sowohl als Regisseur wie auch als Darsteller agiert hatte, war Thalberg eine Lehre gewesen.
Mae Murray und von Stroheim kamen überhaupt nicht miteinander aus. Beide lieferten sich das, was ein Kritiker als „zwölf Wochen eruptiver Temperamentsausbrüche“ bezeichnete.
Die Auseinandersetzungen bei den Dreharbeiten gipfelten angeblich darin, dass MGM-Präsident Louis B. Mayer, bei dem sich Mae Murray beschwert hatte, Stroheim mit einem Faustschlag niederstreckte und ihn aus dem Studio warf, weil Stroheim Sally, die Rolle, die Mae Murray spielte, im Drehbuch  als Hure angelegt hatte und sich weigerte, dies zu ändern. Man beauftragte den Regisseur Monta Bell mit der Fortsetzung der Dreharbeiten. Die Studioangestellten und die meisten Schauspieler weigerten sich, unter diesen Umständen weiter zu arbeiten und deshalb sah sich MGM veranlasst, Stroheim den Film beenden zu lassen.
Irving Thalberg, der Stroheim von den gemeinsamen Tagen bei Universal kannte, bemängelte, dass der Charakter des Baron Sadoja auf der Leinwand sehr auf Schuhe und Füße fixiert sei und Stroheim viele Filmmeter (englisch: footage) für diese Obsession verbraucht habe. Stroheim meinte, die intensive Darstellung sei nötig: He has a foot fetish. Thalberg erwiderte lapidar: And you have a footage fetish.
Auch Die lustige Witwe wurde – wie fast alle anderen Filme Stroheims – gekürzt. Die ausgedehnten Orgienszenen der Prinzen und Offiziere mit Prostituierten aller Schattierungen wurden fast vollständig entfernt. Ein beträchtlicher Teil der Verführungsszenen zwischen Danilo und Sally fiel der Zensur zum Opfer. Von der Hochzeitsnacht von Sadoja mit Sally blieben nur wenige Bilder erhalten. Stroheims Drehbuch endete nach dem Duell der Prinzen und Danilo erlag in dieser Fassung seinen Schussverletzungen. Das Happy End wurde Stroheim angeblich aufgezwungen.
In verschiedenen Ländern sorgte Stroheims Version der beliebten Operette für zusätzlichen Unmut. Im damaligen Königreich Montenegro, das im Film „Monte Blanco“ genannt wird, protestierte der reale Danilo von Montenegro gegen den Film, weil er in verschiedenen Figuren Anspielungen auf die Königsfamilie zu erkennen glaubte. Das bewirkte, dass der Film in Deutschland, Jugoslawien und Italien, deren Fürstenhäuser mit denen von Montenegro verwandtschaftlich verbunden waren, verboten wurde.
Die lustige Witwe war an der Kinokasse der übrigen Länder trotz aller Probleme sehr erfolgreich und galt als einer der besten Filme des Jahres 1925. Für John Gilbert war der Film ein weiterer Erfolg. Neben The Big Parade aus demselben Jahr festigte dies sein Image als romantischem Leinwandheld beträchtlich. Die Darstellung der Sally O’Hara von Mae Murray gilt als ihre einzige von künstlerischer Bedeutung. Die lustige Witwe war Stroheims größter kommerzieller Erfolg. Von den Einspielergebnissen profitierte Stroheim aber nicht: MGM erreichte durch einige juristische Winkelzüge, dass Stroheim seine vertraglich zugesicherte 25-prozentige Beteiligung am Gewinn des Films für die angeblichen Verluste seines vorherigen Films Greed abgezogen wurde.
Stroheim selbst äußerte sich in späteren Jahren zumeist sehr negativ über diesen Film und meinte bei einer Retrospektive in den 1950er Jahren, der einzige Grund, warum er diesen „Schmutz“ gedreht habe sei gewesen, dass er eine Familie zu ernähren gehabt habe:
“Als ich sah, wie Greed, ein Film, in den ich wirklich meine ganze Seele gelegt hatte, verstümmelt wurde, verzichtete ich darauf, Filme zu drehen, die wahre Kunst sein sollten, und machte Filme, wie sie jetzt hergestellt werden. Der Erfolg von The Merry Widow bewies, das so etwas dem Publikum gefällt; ich bin aber weit davon entfernt, stolz darauf zu sein. Ich war gezwungen, den Realismus ganz aufzugeben. Und wenn Sie mich fragen, warum ich trotzdem einen solchen Film gedreht habe, schäme ich mich nicht, Ihnen den wahren Grund einzugestehen: Ich habe eine Familie zu ernähren.”
Die lustige Witwe wurde noch mehrfach verfilmt. Die bekannteste Version neben derjenigen von Stroheim dürfte diejenige von Ernst Lubitsch aus dem Jahr 1934 sein. In dieser Fassung, die sich genauer an Lehárs Vorlage hielt, spielten Maurice Chevalier und Jeanette MacDonald die Hauptrollen.